# Basilica di Mariatrost
La basilica di Mariatrost è un santuario cattolico situato sulla cima della collina di Purberg a Mariatrost, un distretto di Graz, Austria. Si tratta di uno dei più importanti luoghi di pellegrinaggio della Stiria, insieme alla basilica di Mariazell.
La chiesa barocca è raggiungibile con una lunga scalinata della dell'Angelus. È caratterizzata da due campanili alti 61 m e una cupola visibile da grande distanza. Vi si trova annesso un ex monastero.

## Storia e architettura

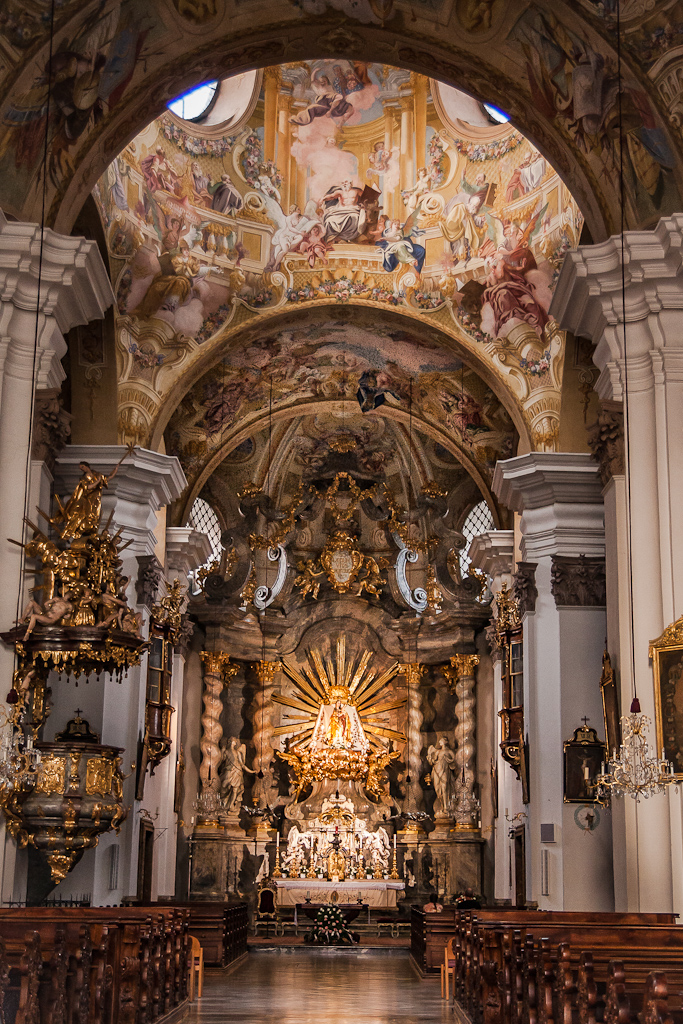
Veduta dell'interno.

La costruzione venne iniziata nel 1714 da Andreas Stengg e suo figlio Johann Georg Stengg e terminata nel 1724. All'interno l'arredo di maggior importanza è il pulpito di Veit Königer (1730/31). Il soffitto è decorato con affreschi di Lukas von Schram e Johann Baptist Scheidt. Sull'altare maggiore si trova una Madonna gotica risalente circa al 1465, ma rimaneggiata in stile barocco nel 1695 da Bernhard Echter.
Il 28 ottobre 1999 la chiesa fu elevata al rango di basilica minore.